# Famille de Polastron
La famille de Polastron est une famille éteinte de la noblesse française, originaire du Languedoc.

## Filiation
- Jean Denis de Polastron (1642-1706)
  - Jean-Baptiste de Polastron (1689-1742), lieutenant général, gouverneur de Neuf-Brisach, marié en 1715 avec Françoise Jeanne Yolande de Mirman[1]
    - Marie Henriette de Polastron (vers 1716 - 1792 à Paris), sous-gouvernante des Enfants de France de 1735 à 1739, « dame pour accompagner Mesdames les Ainées » (Madame Henriette et Madame Adélaïde) de 1739 à 1746, mariée à François Léonor d'Andlau (1710-1763), lieutenant général
    - Jean François Gabriel de Polastron (1722-1794), colonel du régiment de la Couronne.
      - Jeanne Françoise Martine de Polastron (1747-1781)
      - Gabrielle Yolande de Polastron (1749-1793), favorite de Marie-Antoinette
      - Denis Gabriel Adhémar de Polastron, colonel dans le régiment de La Fayette
      - Adélaïde de Polastron (1760-1795), mariée en 1780 à Philippe de Deux-Ponts-Birkenfeld comte de Forbach et vicomte de Deux-Ponts (1754-1807)
      - Henriette-Nathalie de Polastron, mariée à Bernard-Joseph de La Tour de Landorthe

## Personnalités
- François-Louis de Polastron (1653-1717)

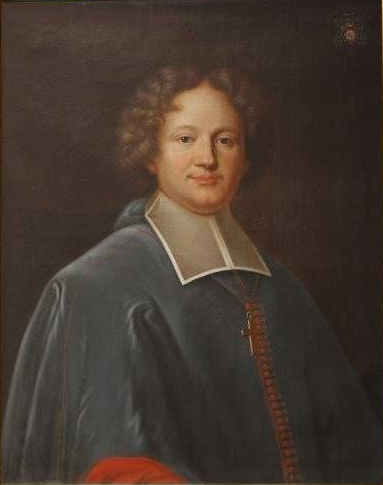
François-Louis de Polastron
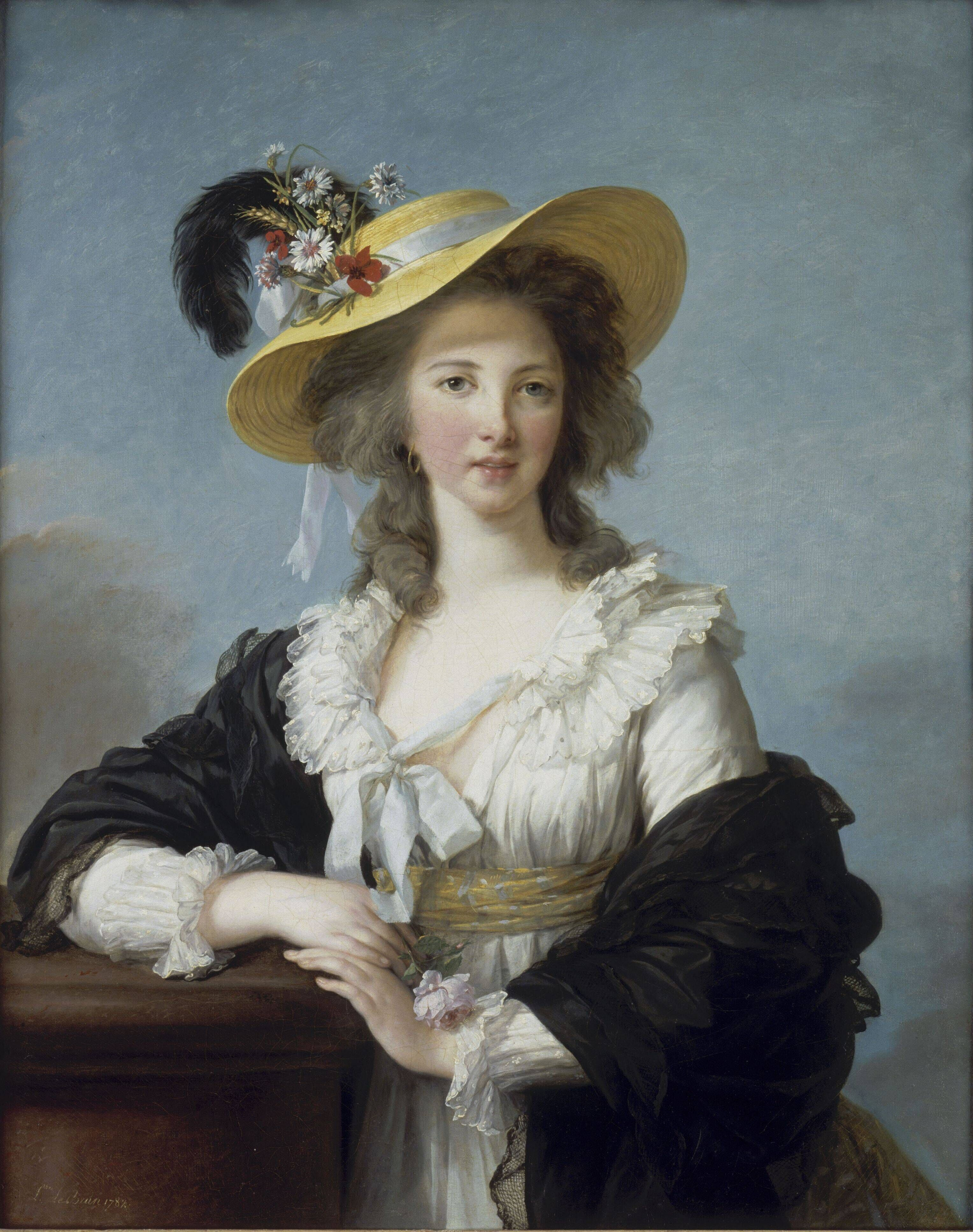
Gabrielle de Polignac

## Possessions
- Château de Brax[2]

- Château des Duclos-Polastron à Ladevèze-Rivière[3].

- Château de Noueilles : achevé en 1668, vendu comme bien d'émigrés.

## Postérité
- Impasse Polastron de La Hillière, à Venerque

## Pour approfondir